# Nikolai Spinev
Nikolai Spinev (Rostov aan de Don, 30 mei 1974) is een Russisch voormalig roeier. Spinev maakte zijn debuut tijdens de wereldkampioenschappen roeien 1994 met een tiende plaats in de dubbel-vier. Twee jaar later maakte Spinev zijn Olympisch debuut met een achtste plaats in de dubbel-vier tijdens de Olympische Zomerspelen 1996. Bij Spinev zijn tweede Olympische deelname acht jaar later werd Spinev olympisch kampioen in de dubbel-vier tijdens de Olympische Zomerspelen 2004. Bij Spinev zijn derde Olympische optreden werd hij zevende in de dubbel-vier.

## Resultaten
- Wereldkampioenschappen roeien 1994 in Indianapolis 10e in de dubbel-vier
- Wereldkampioenschappen roeien 1995 in Tampere 5e in de dubbel-twee
- Olympische Zomerspelen 1996 in Atlanta 8e in de dubbel-vier
- Wereldkampioenschappen roeien 1997 in Aiguebelette-le-Lac 8e in de dubbel-vier
- Wereldkampioenschappen roeien 1999 in St. Catharines 20e in de skiff
- Wereldkampioenschappen roeien 2002 in Sevilla 5e in de dubbel-vier
- Wereldkampioenschappen roeien 2003 in Milaan 5e in de dubbel-vier
- Olympische Zomerspelen 2004 in Athene  in de dubbel-vier
- Wereldkampioenschappen roeien 2005 in Kaizu 8e in de dubbel-vier
- Wereldkampioenschappen roeien 2006 in Eton 6e in de dubbel-vier
- Wereldkampioenschappen roeien 2007 in München 14e in de dubbel-twee
- Olympische Zomerspelen 2008 in Peking 7e in de dubbel-vier

1976: Wolfgang Güldenpfennig & Rüdiger Reiche & Karl-Heinz Bußert & Michael Wolfgramm ·
1980: Frank Dundr & Carsten Bunk & Uwe Heppner & Martin Winter ·
1984: Albert Hedderich & Raimund Hörmann & Dieter Wiedenmann & Michael Dürsch ·
1988: Agostino Abbagnale & Davide Tizzano & Gianluca Farina & Piero Poli ·
1992: André Willms & Hajek & Steinbach & Stephan Volkert] ·
1996: André Steiner & Stephan Volkert & Andreas Hajek & André Willms ·
2000: Agostino Abbagnale & Alessio Sartori & Rossano Galtarossa & Simone Raineri ·
2004: Nikolai Spinev & Igor Kravtsov & Aleksei Svirin & Sergej Fedorovstev ·
2008: Michał Jeliński & Marek Kolbowicz & Adam Korol & Konrad Wasielewski ·
2012: Karl Schulze & Philipp Wende & Lauritz Schoof & Tim Grohmann ·
2016: Karl Schulze & Philipp Wende & Lauritz Schoof & Hans Gruhne ·
2020: Dirk Uittenbogaard & Abe Wiersma & Tone Wieten & Koen Metsemakers ·
2024: Koen Metsemakers & Tone Wieten & Finn Florijn & Lennart van Lierop